# Симфония № 7 (Дмитрий Шостакович)
„Симфония № 7“ в до мажор (опус 60), известна също като „Ленинградска симфония“, е симфония на руския композитор Дмитрий Шостакович.
Написана е в края на 1941 година, по време на Ленинградската блокада. Представена е за пръв път на 5 март 1942 година в Куйбишев, в изпълнение на оркестъра на евакуирания там московски Болшой театър под диригентството на Самуил Самосуд. Следват изпълнения в Лондон и Ню Йорк, като композицията се превръща в международен символ на съветската съпротива във Втората световна война. През август симфонията е изпълнена при много тежки условия в самия Ленинград под диригентството на Карл Елиасберг.